# Terme Torretta
Lo stabilimento delle Terme Torretta (detto anche Terme della Torretta) è uno dei più famosi stabilimenti termali di Montecatini Terme.

## Storia
Le prime notizie di questo complesso risalgono al 1829. 
Il complesso prese il posto dello stabilimento iniziato nel 1829 dal primo proprietario, il conte Baldino Baldini, che scoprì la sorgente e ottenne l'autorizzazione al suo sfruttamento dal governo granducale tra il 1823 e il 1827.
L'edificio ottocentesco era stato realizzato in forma di castello neomedievale, dotato di un ponte levatoio e di una torre.
Nel 1916 le Terme della Torretta furono unite alle Terme del Rinfresco.
Nel 1902 Giulio Bernardini compì un importante intervento di demolizione e ricostruzione del complesso ottocentesco che portò all'inaugurazione del 26 luglio. Successivamente, tra il 1925  il 1928, vennero apportati nuovi interventi da parte dell'ingegnere Ugo Giovannozzi che comportarono l'ampliamento dei servizi igienici e del parco, il miglioramento dell'ingresso e del giardino, nonché alcune opere di pavimentazione e decorazione. Tutto ciò, tuttavia, comportò la demolizione di precedenti edifici.
L'ampio loggiato fu intitolato a Giuseppe Verdi.
Nel 2022 due content creator italiani hanno pubblicato su YouTube un video in cui esplorano l'ormai abbandonato edificio. Nel video la struttura appare in uno stato di degrado avanzato e con evidenti problemi strutturali riguardanti soprattutto il tetto, che in alcuni punti, risulta addirittura crollato. Dalle immagini si nota anche che alcune parti della struttura (compreso il tempietto e la caratteristica torre) sono completamente puntellate. Inoltre i due content creator, esplorando il giardino della struttura, hanno anche rinvenuto il pozzo termale che dalla chiusura non è stato opportunamente sigillato rappresentando così un serio pericolo per la sicurezza.

## Descrizione
Il progetto di Bernardini unisce diverse citazioni storiche: è caratterizzato dall'alta torre con merli, beccatelli e archetti a sesto acuto (da cui lo stabilimento prende il nome) e da una serie di loggiati che richiamano il Rinascimento fiorentino. Anche la palazzina ricorda i palazzi signorili della Firenze quattrocentesca, con l'esterno decorato da finte bugne graffite e festoni nella sottogronda e con le finestre trabeate con modanature a frecce e ovoli.
Il grande parco dello stabilimento è attraversato dal rio Castagnaregolo che forma un laghetto e prosegue poi attraverso il parco cittadino fino ad unirsi al torrente Salsero, che scorre, quasi completamente tombato, per un tratto del viale Verdi. 
Nel parco, arricchito da sentieri e piante rare, oltre all'Acqua della Torretta, si trovano altre sorgenti termali, come la Media e il Villino, poste ai lati di una grande vasca ellittica, che si raggiunge con due rampe di scale simmetriche composte di 14 scalini ciascuna.
Dal lato della pineta si accede a una zona del parco caratterizzata da una serie di ruderi di torri e piccole grotte; più in alto troviamo una cappella neogotica al cui interno un foro centrale ottagonale consente la vista di una sala ipogea al centro della quale si trova un cippo sepolcrale dedicato alla contessa Teresa Corsi Magnani, in passato proprietaria dello stabilimento e, secondo le leggende, amante del Granduca di Toscana. Attraverso una scala a chiocciola laterale si scende in una serie di sotterranei di antica datazione.
Dalla parte opposta del parco, oltre l'edificio principale, troviamo l'emanatorio della Fonte Rinfresco e il tempietto circolare della sorgente Giulia.